# سباق باريس روبيه 1954
طواف باريس 1954 هو سباق دراجات هوائية أقيم بتاريخ 11 أبريل، تكون السباق من مرحلة واحدة، وامتدّ لمسافة 246 كم، وبسرعة 35.590 كم/س، استغرق السباق 6 ساعات و54 دقيقة و43 ثانية.